# Phoenix Motorcars
Phoenix Motorcars — компания-производитель электромобилей. Электромобили производятся на базе южнокорейского автомобиля SsangYong Actyon. На автомобиль Actyon компании SsangYong устанавливается электродвигатель и литий-ионные аккумуляторы NanoSafe производства компании AltairNano (Невада, США).

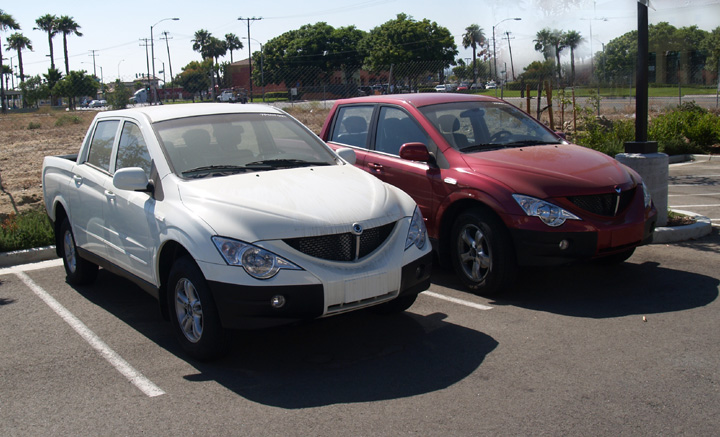
Электромобили Phoenix Motorcars

## Партнёры
В январе 2007 года AltairNano приобрела 16,6 % акций Phoenix Motorcars. Phoenix Motorcars и AltairNano заключили соглашение сроком на 3 года об эксклюзивных поставках аккумуляторов NanoSafe для Phoenix Motorcars. В 2007 году AltairNano должен был поставить аккумуляторы для сборки 500 электромобилей.
В начале 2005 компания Altairnano Архивная копия от 8 июля 2008 на Wayback Machine объявила о создании инновационного нанотехнологичного материала для электродов аккумуляторов. В мае 2006 года успешно завершились испытания автомобильных аккумуляторов с Li4Ti5O12 электродами. Аккумуляторы имеют время зарядки 10-15 минут.

## Характеристики электромобилей
Характеристики электромобиля Phoenix Motorcars:
- длина — 4935 мм
- ширина — 1864 мм
- высота — 1760 мм
- вес — 2182 кг
- полезная нагрузка — 484 кг
- аккумуляторы — 35 кВт·ч
- мощность двигателя — 160 л.с. / 120 кВт (мгновенно) / 60 кВт (длительно)
- крутящий момент — 560 н/м (мгновенно) / 260 н/м (длительно)
- разгон до 100 км/ч — менее 14 сек
- максимальная скорость — 150 км/ч (ограничена электроникой)
- дальность пробега на одной зарядке аккумуляторов — 160 км
- время зарядки аккумуляторов до 95 % ёмкости от сети 220 В — 5—6 часов
- время зарядки аккумуляторов от специального устройства — 1 час[1]
- ожидаемый срок службы аккумуляторов — 12 лет или 400 000 км пробега

В конце 2008 года планируется начать поставки электромобилей с аккумуляторами 70 кВт·ч. Дальность пробега увеличится до 400 км.

## Преимущества
- аккумуляторы AltairNano более безопасны в эксплуатации в сравнении с обычными литий-ионными аккумуляторами.

## Недостатки
- Аккумуляторы AltairNano имеют более высокую стоимость в сравнении с обычными литий-ионными аккумуляторами. При организации серийного производства цена должна снизиться.
- Аккумуляторы AltairNano имеют меньшую ёмкость в сравнении с обычными литий-ионными аккумуляторами.

## Планы
В 2006 году Phoenix Motorcars планировала увеличить производство электромобилей до 100 тысяч штук в год к 2011 году.